# Antonio Zappi
Antonio Zappi (Viterbo, 30 novembre 1965) è un ex arbitro di calcio e dirigente arbitrale italiano, attuale presidente dell'Associazione Italiana Arbitri.

## Biografia
Nato a Sipicciano, frazione di Graffignano in provincia di Viterbo. Diplomatosi al Liceo Classico Mariano Buratti di Viterbo, si è poi laureato presso l'Università degli Studi di Padova. Prima di intraprendere la carriera arbitrale, ha praticato il calcio giocato nella squadra di Montefiascone. Successivamente si trasferisce dal Lazio in Veneto, prima a Bassano del Grappa e poi a Mussetta di Sotto, frazione di San Donà di Piave. Dal punto di vista professionale, è un noto tributarista attivo nel settore della formazione fiscale e della consulenza tributaria. È giornalista pubblicista per le principali testate nazionali, attuale coordinatore scientifico dei Percorsi di Aggiornamento Tributario IPSOA ed autore di diversi libri in materia fiscale.

## Carriera

### Carriera arbitrale
Nato come arbitro presso la sezione AIA di Viterbo, successivamente si trasferisce nel 1988 presso la Sezione AIA di Bassano del Grappa ove svolge tutta la sua carriera a livello nazionale. Uscito dal terreno di gioco, si trasferisce a causa di ragioni di lavoro presso la Sezione di San Donà di Piave. È stato arbitro nazionale dal 1993 al 1998, quando a causa di un infortunio sceglie di percorrere la carriera dirigenziale. Come arbitro effettivo non è mai giunto alle categorie superiori del campionato di calcio italiano, fermandosi in Serie D.

### Carriera dirigenziale
Dopo l'infortunio del 1998 in seguito al quale ha terminato la propria carriera, ha scelto di diventare dirigente arbitrale. In particolare, dal 2001 al 2005 è stato Componente del Comitato Regionale Veneto, dal 2005 al 2009 è stato Vicepresidente dello stesso Comitato, dal 2009 al 2016 è stato responsabile del Servizio Ispettivo Nazionale dell'AIA e dal 2021 è membro del Comitato Nazionale dell'AIA.
Nel 2024 si candida al ruolo di presidente nazionale dell'Associazione Italiana Arbitri, le cui elezioni si svolgono il 14 dicembre. Alle elezioni viene eletto presidente con oltre il 72% dei voti, succedendo così a Carlo Pacifici e avendo la meglio sul secondo candidato Alfredo Trentalange, già presidente prima di Pacifici.